# جيفري برودبنت
جيفري برودبنت (بالإنجليزية: Jeffrey Broadbent)‏ هو عالم اجتماع أمريكي، ولد في 1944.